# Cotxinilla de la figuera de moro
La cotxinilla de la figuera de moro (Dactylopius coccus) és una espècie d'hemípter esternorrinc de la família Dactylopiidae. Són cotxinilles que viuen sobre els nopals (cactus del gènere Opuntia) i s'alimenten xuclant-los la saba. D'ells s'extreu un pigment molt apreciat conegut com carmí. Són originaris d'Amèrica del Sud i Mèxic.

## Característiques
Les cotxinilles del nopal són insectes de cos tou. La femella fa uns 5 mm de llarg i forma colònies, és sèssil i no es belluga quan s'alimenta. Penetra a la planta amb la seva boca en punxa i s'alimenta de saba. Després d'acoblar-se amb el mascle neix una nimfa molt petita. Les nimfes secreten una substància cerosa que les protegeix de la pluja i la calor per això semblen blanques o grises. Després produeixen un pigment vermell a base d'àcid carmínic que les protegeix dels depredadors. Els mascles adults són alats i molt petits en comparació de les femelles; només viuen el temps just per fertilitzar les femelles i són rars de veure. En l'estat de nimfa les cotxinilles es dispersen i passen d'un cactus a l'altre on faran una nova generació. El cicle complet triga tres mesos.

## El carmí

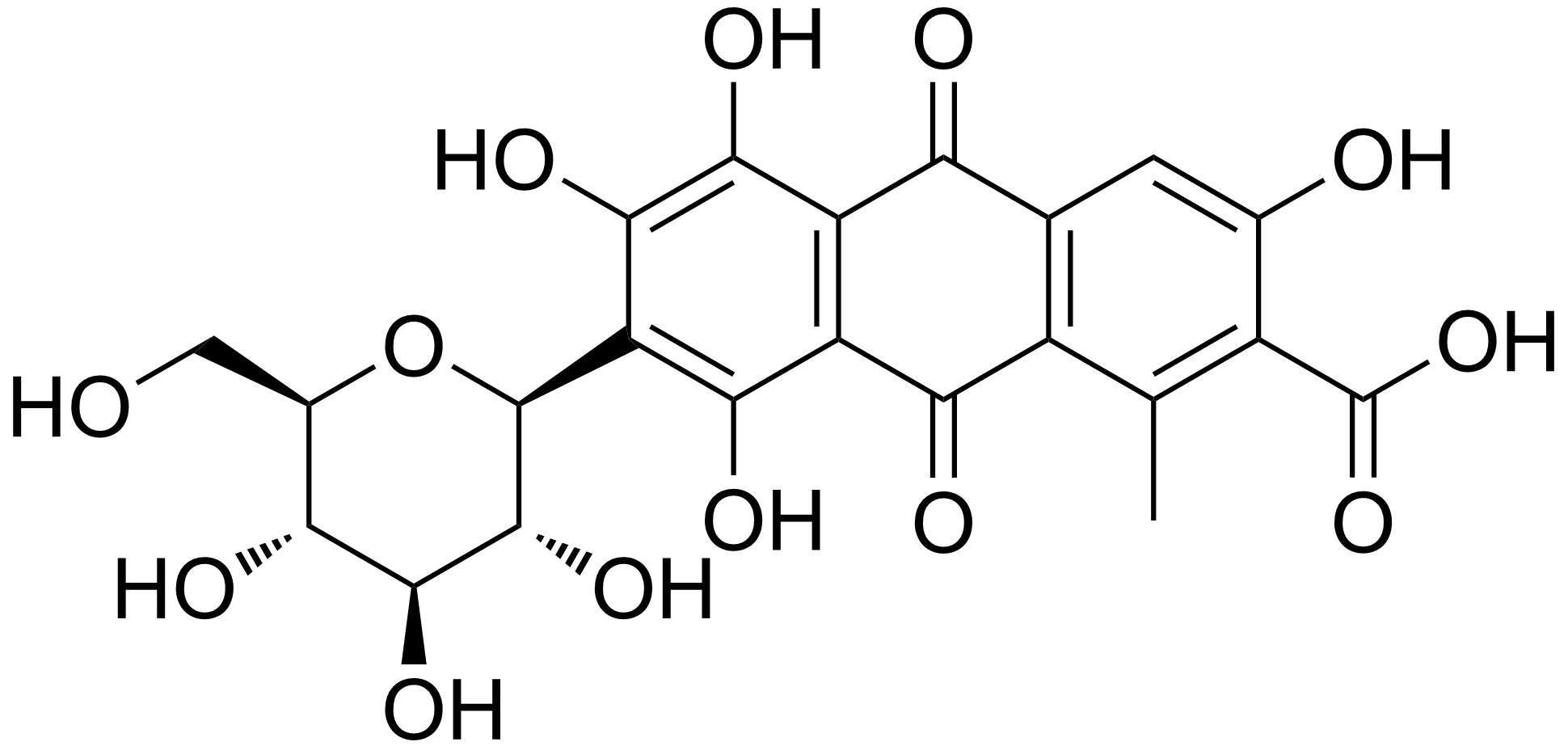
Estructura de l'àcid carmínic, la substància antidepredadors que es troba en altes concentracions en les caparretes. El carmí són les sals insolubles d'aquest àcid.

El colorant d'aquestes pasteretes es va produir a Amèrica Central ja en temps precolombins i del segle xvi en endavant ha estat un important producte d'exportació. Amb l'arribada dels colorants sintètics durant el segle xix la producció del carmí va disminuir, però va tornar a ser popular amb la quimiofòbia del segle xx, amb Perú essent el major exportador. Hi ha altres espècies dins del gènere Dactylopius que són difícils de distingir i que també produeixen carmí.

Es pot cultivar la cotxinilla sobre la majoria de les 200 espècies del gènere de les figueres de pala (Opuntia) però els millors resultats són sobre les figueres de moro (Opuntia ficus-indica). 

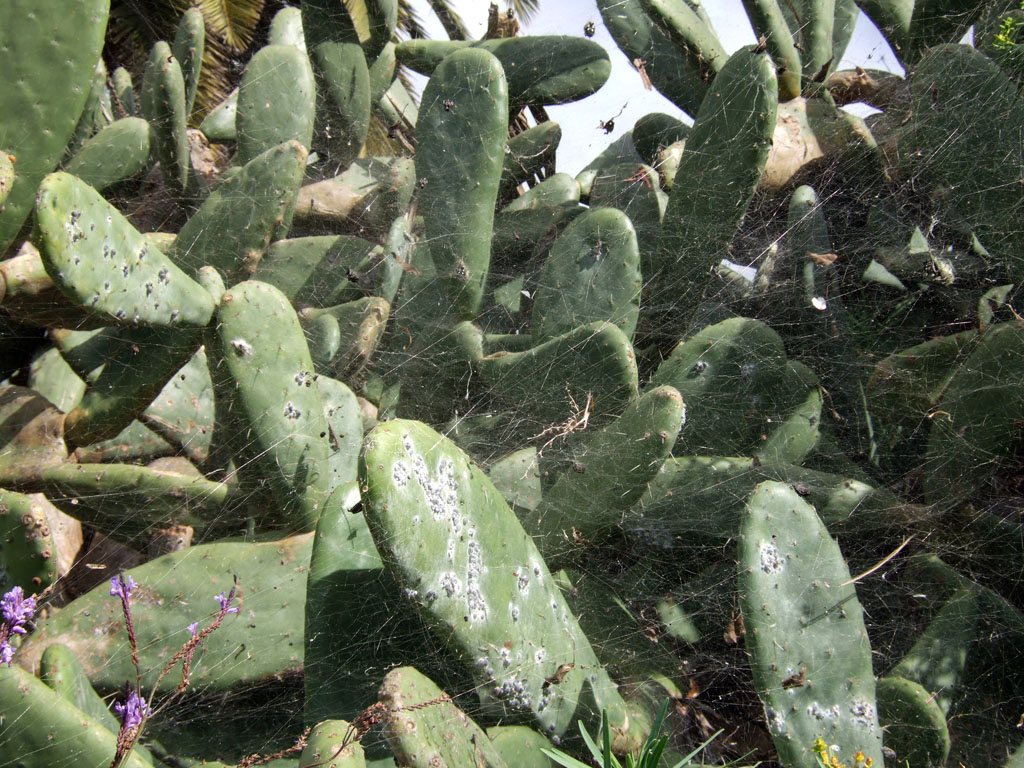
Les taques blanques són colònies de cotxinilles sobre nopals a l'illa Canària de la La Palma.